# Vsevolod di Kiev
Vsevolod I Jaroslavič (Kiev, 1030 – Vyšhorod, 10 aprile 1093) è stato Gran Principe di Kiev dal 1078 fino alla sua morte.
Figlio di Jaroslav, e di Ingired (Anna) Olafsdóttir, figlia del re di Svezia Olof Skötkonung, sposò Irina, figlia dell'imperatore di Bisanzio Costantino IX Monomaco.

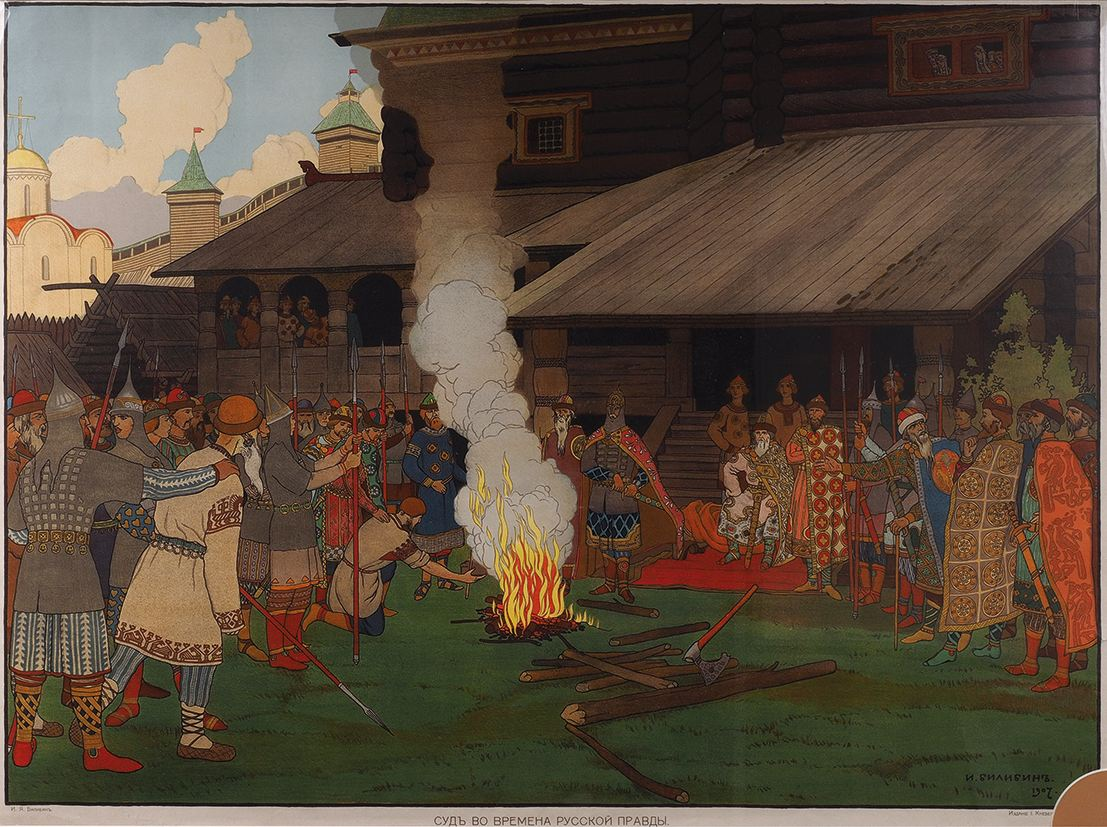
La corte di Kiev all'epoca di Vsevolod

Il fratello di Vsevolod era Vladimir II.
Alla morte di suo padre nel 1054 ricevette in appannaggio le città di Perejaslav, Rostov, Suzdal' e il principato di Beloozero che sarebbe rimasta sotto la giurisdizione della sua famiglia fino a tutto il Medioevo.
Insieme ai suoi fratelli maggiori Izjaslav e Svjatoslav formò una sorta di triumvirato che si alleò per assalire i nomadi delle steppe e compilò il primo codice di leggi delle popolazioni slave noto come Russkaja Pravda.
Dopo la morte di sua moglie, nel 1067 si sposò con una principessa di origine kipčaka che gli diede un secondo figlio, morto annegato dopo la battaglia del fiume Stugna, e due figlie, delle quali una divenne suora e l'altra, Evpraksija di Kiev (Evpraksija Vsevolodovič, Евпраксия Всеволодовна) sposò l'imperatore del Sacro Romano Impero Enrico IV.
In seguito alla morte di suo fratello Svjatoslav, nel 1077 ricevette il trono di Kiev, che cedette a suo fratello Izjaslav in cambio del territorio di Černihiv. Izjaslav però morì l'anno successivo, lasciandogli così il trono del regno di Kiev. Durante l'ultimo anno del suo regno fu colto da una grave malattia e lo scettro venne tenuto da suo figlio Vladimiro Monomaco fino alla sua morte, nel 1093.

## Ascendenza
|                         |                    |                   | Genitori       |  |  | Nonni |  |  | Bisnonni               |  |  | Trisnonni          |  |
|                         |                    |                   |                |  |  |       |  |  | Svjatoslav I Igorjevič |  |  | Igor' I Rjurikovič |  |
|                         |                    |                   |                |  |  |       |  |  | Svjatoslav I Igorjevič |  |  | Igor' I Rjurikovič |  |
|                         |                    | Ol'ga             |                |  |  |       |  |  | Svjatoslav I Igorjevič |  |  |                    |  |
| Vladimir I Svjatoslavič |                    |                   |                |  |  |       |  |  | Svjatoslav I Igorjevič |  |  |                    |  |
|                         |                    | Maluša            | Malk Ljubčanin |  |  |       |  |  |                        |  |  |                    |  |
|                         |                    | Maluša            | Malk Ljubčanin |  |  |       |  |  |                        |  |  |                    |  |
|                         |                    | Maluša            | …              |  |  |       |  |  |                        |  |  |                    |  |
| Jaroslav I Vladimirovič |                    | Maluša            |                |  |  |       |  |  |                        |  |  |                    |  |
|                         |                    | Rogvolod          | …              |  |  |       |  |  |                        |  |  |                    |  |
|                         |                    | Rogvolod          | …              |  |  |       |  |  |                        |  |  |                    |  |
|                         |                    | Rogvolod          | …              |  |  |       |  |  |                        |  |  |                    |  |
| Rogneda di Polack       |                    | Rogvolod          |                |  |  |       |  |  |                        |  |  |                    |  |
|                         |                    | …                 | …              |  |  |       |  |  |                        |  |  |                    |  |
|                         |                    | …                 | …              |  |  |       |  |  |                        |  |  |                    |  |
|                         |                    | …                 | …              |  |  |       |  |  |                        |  |  |                    |  |
| Vsevolod I Jaroslavič   |                    | …                 |                |  |  |       |  |  |                        |  |  |                    |  |
|                         | Eric il Vittorioso | Björn III         |                |  |  |       |  |  |                        |  |  |                    |  |
|                         | Eric il Vittorioso | Björn III         |                |  |  |       |  |  |                        |  |  |                    |  |
|                         | Eric il Vittorioso | …                 |                |  |  |       |  |  |                        |  |  |                    |  |
| Olof III                | Eric il Vittorioso |                   |                |  |  |       |  |  |                        |  |  |                    |  |
|                         |                    | Sigrid la Superba | …              |  |  |       |  |  |                        |  |  |                    |  |
|                         |                    | Sigrid la Superba | …              |  |  |       |  |  |                        |  |  |                    |  |
|                         |                    | Sigrid la Superba | …              |  |  |       |  |  |                        |  |  |                    |  |
| Ingegerd Olofsdotter    |                    | Sigrid la Superba |                |  |  |       |  |  |                        |  |  |                    |  |
|                         |                    | Mstivoj           | Nakon          |  |  |       |  |  |                        |  |  |                    |  |
|                         |                    | Mstivoj           | Nakon          |  |  |       |  |  |                        |  |  |                    |  |
|                         |                    | Mstivoj           | …              |  |  |       |  |  |                        |  |  |                    |  |
| Estrid                  |                    | Mstivoj           |                |  |  |       |  |  |                        |  |  |                    |  |
|                         |                    | …                 | …              |  |  |       |  |  |                        |  |  |                    |  |
|                         |                    | …                 | …              |  |  |       |  |  |                        |  |  |                    |  |
|                         |                    | …                 | …              |  |  |       |  |  |                        |  |  |                    |  |
|                         |                    | …                 |                |  |  |       |  |  |                        |  |  |                    |  |